# NGC 7780
NGC 7780 (również PGC 72775 lub UGC 12833) – galaktyka spiralna z poprzeczką (SBab), znajdująca się w gwiazdozbiorze Ryb. Odkrył ją Édouard Jean-Marie Stephan 18 października 1881 roku.
W galaktyce tej zaobserwowano supernową SN 2001da.